# بيكارية
البيكارية أو البَقَّرِيَّات أو (تعرف أيضاً باسم خنازير العالم الجديد) هي فصيلة من الثدييات متوسطة الحجم اسمها العلمي (Tayassuidae). تتبع لرتيبة الخنازير، مثل فصيلة الخنزيريات (Suidae) وفصيلة فرس النهر (برنيقيات). يستخدم هذا المقال التسميتين (البيقاريّات والبيكاريات).
تستوطن في المنطقة الجنوبية الغربية من أمريكا الشمالية وعبر أمريكا الوسطى وأمريكا الجنوبية. وعادة ما يكون حجم البيكاري بين 90 و 130 سنتيمتر (3.0 و 4.3 قدم) طولاً، والحيوان الكامل النمو يزن ما بين 20 إلى 40 كجم.

## تاريخ
تشتق البيقاريات أو البيكاريات من كلمة “peccary” باللغات الأوروبية والمشتقة بدورها من الكلمة باللغة الكاريبية pakira أو paquira.
البيقاريات حيوانات منفصلة عن الخنازير المعروفة في العالم القديم. وقد يخلط الناس أحياناً بين حيوانات البيكاري الموجودة في الأمريكيتين، بالحيوانات الخنزيرية الناشئة في العالم القديم (أي أفرو-أوراسيا)، خاصة بعد أن هربت خلال السنين بعض الخنازير الأليفة الذين جلبهم المستوطنون الأوروبيون وتعيش بريًا الآن في العديد من مناطق الولايات المتحدة.
تتم تربية بعض أنواع البيقاريات في المزارع في العديد من الدول، وتعد مصدر غذاء للمجتمعات المحلية، خاصةً في الدول النامية. بالإضافة لاستهلاك حيوان البيكاري كغذاء، يتم استخدام جلودها لصنع القفازات لكونها قوية وناعمة ومرنة.

## الخصائص

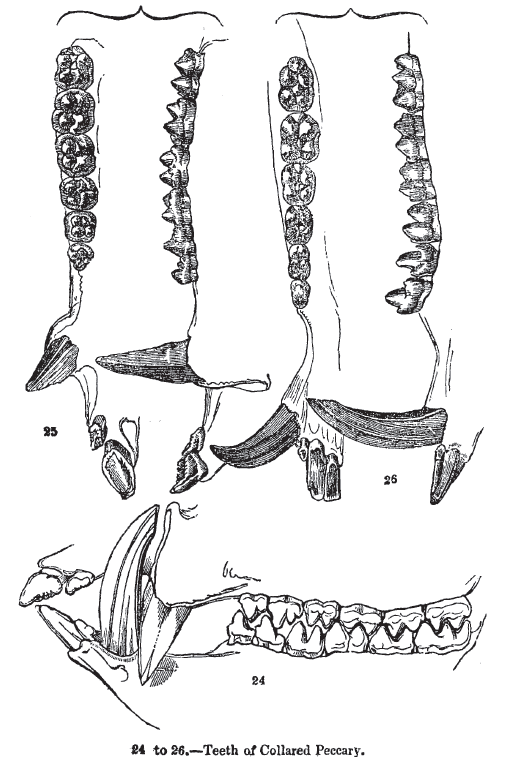
وصف للبيكاري المُطوق، كما يصفه الفارس في رسومات التاريخ الطبيعي

يوصف حيوان البقري، أو البيكاري، أنه حيوان متوسط الحجم، بتشابه ملحوظ بالخنازير. ومثل الخنازير، فله خطم منتهي بقرص غضروفي، وأعين صغيرة بالمقارنة مع رأسه. وأيضًا مثل الخنازير، فهي تستخدم الأصبعين الوسطى للمشي، مع العلم بأنه، وعكس الخنازير، قد تكون بقية الأصابع غير موجودة بالكامل. والمعدة ليست معدة حيوان مجتر، بالرغم من أن لها ثلاثة غرف، وأكثر تعقيدًا من معدة الخنزير.
وحيوانات البيكاري هي حيوانات قارتة، أي تقتات على المواد الحيوانية والنباتية، وتأكل الحيوانات الصغيرة، بالرغم من أن غذائها المفضل يتكون من الجذور، العشب، البذور، الفاكهة، والصبار—خاصة صبار الإجاص الشوكي.
عموماً، يمكن التفريق بين الخنازير والبيكاري بشكل السن النابي، أو الناب. فعند الخنازير الأوروبية، يكون الناب طويلاً وملتويًا حول نفسه، بينما عند البيكاري يكون الناب قصيرًا ومستقيمًا. وتكيف فكّي وأنياب البيكاري لسحق البذور الصلبة وتقطيع جذور النبات، ويستخدمون أنيابهم أيضًا للدفاع عن أنفسهم من المفترسين.
وتكون الصيغة السنية للبيكاري هي: {\displaystyle {\tfrac {2.1.3.3}{3.1.3.3}}}
ويمكنهم صنع صوت ثرثاري عن طريق فرك أنيابهم ببعضها، الصوت الذي يحذر المفترسين المحتملين من الاقتراب. وحيوانات البيكاري عدوانية المزاج، على عكس خنازير أوراسيا. وفي السنوات الأخيرة في بوليفيا الشمالية الشرقية بجوار متنزه ماديدي الوطني، ظهرت تقارير تشير إلى أن مجموعات من البيكاري قد قامت بقتل أو إصابة البشر بإصاباتٍ خطيرة.
والبيكاري حيوانات اجتماعية، وعادة ما تشكل قطعان. وقد تم تسجيل أكثر من 100 فرد في قطيع واحد من البيكاري أبيض الشفاه، ولكن عادة ما يشكل البيكاري المطوق، والبيكاري التشاكواني مجموعات أصغر. ويبدو أن هذا السلوك الاجتماعي كان موجودًا كذلك عند حيوانات البيكاري المنقرضة. بينما يكون البيكاري العملاق والمكتشف مؤخرًا (Pecari maximus) أقل اجتماعية، ويعيش بشكل أساسي في ثنائيات.
ولدى حيوانات البيكاري غدد رائحة أسفل كل عين وأخرى على ظهرهم، مع العلم بأنه يعتقد أنها بدائية عند البيكاري العملاق (P.maximus). ويستخدمون الرائحة لتحديد مناطق نفوذ القطعان، المساحة التي تمتد من 75 إلى 700 أكر (2.8 كـم2). ويقومون أيضًا بتعليم أعضاء القطيع الآخرين بغدد الرائحة تلك عن طريق فرك واحدة بالأخرى. وتسمح الرائحة النفاذة لحيوانات البيكاري بالتعرف على أفراد القطيع، بالرغم من حسر رؤيتهم. والرائحة قوية ليلتقطها البشر، الأمر الذي يكسب البيكاري اسماً يترجم بمصطلح خنزير الظربان.

## الأنواع

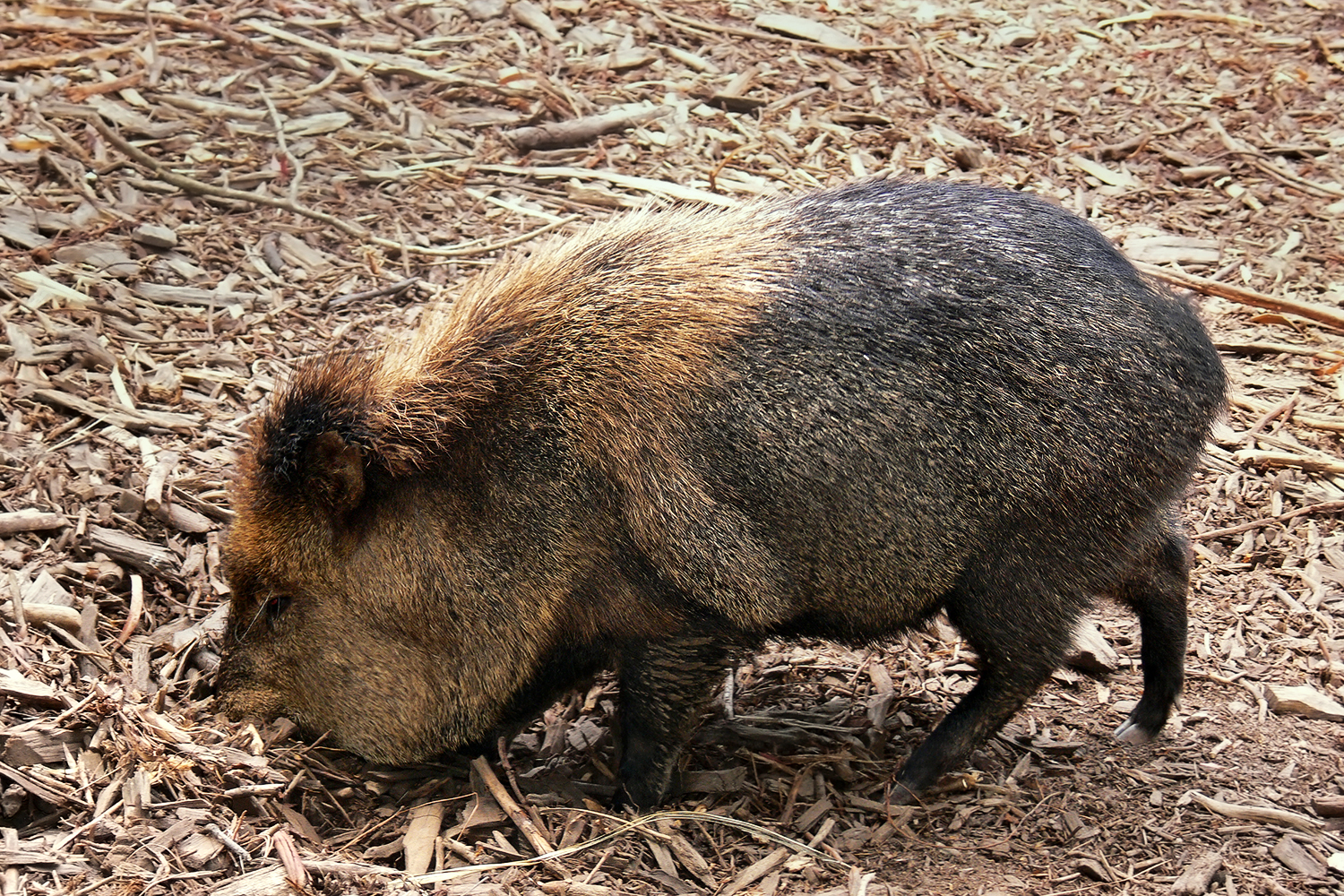
البيكاري المطوق

تتواجد اليوم، أربعة أنواع حية من البيقاريّات (أو حيوانات البيكاري) من جنوب غرب الولايات المتحدة عبر أمريكا الوسطي وفي أمريكا الجنوبية وترينيداد.

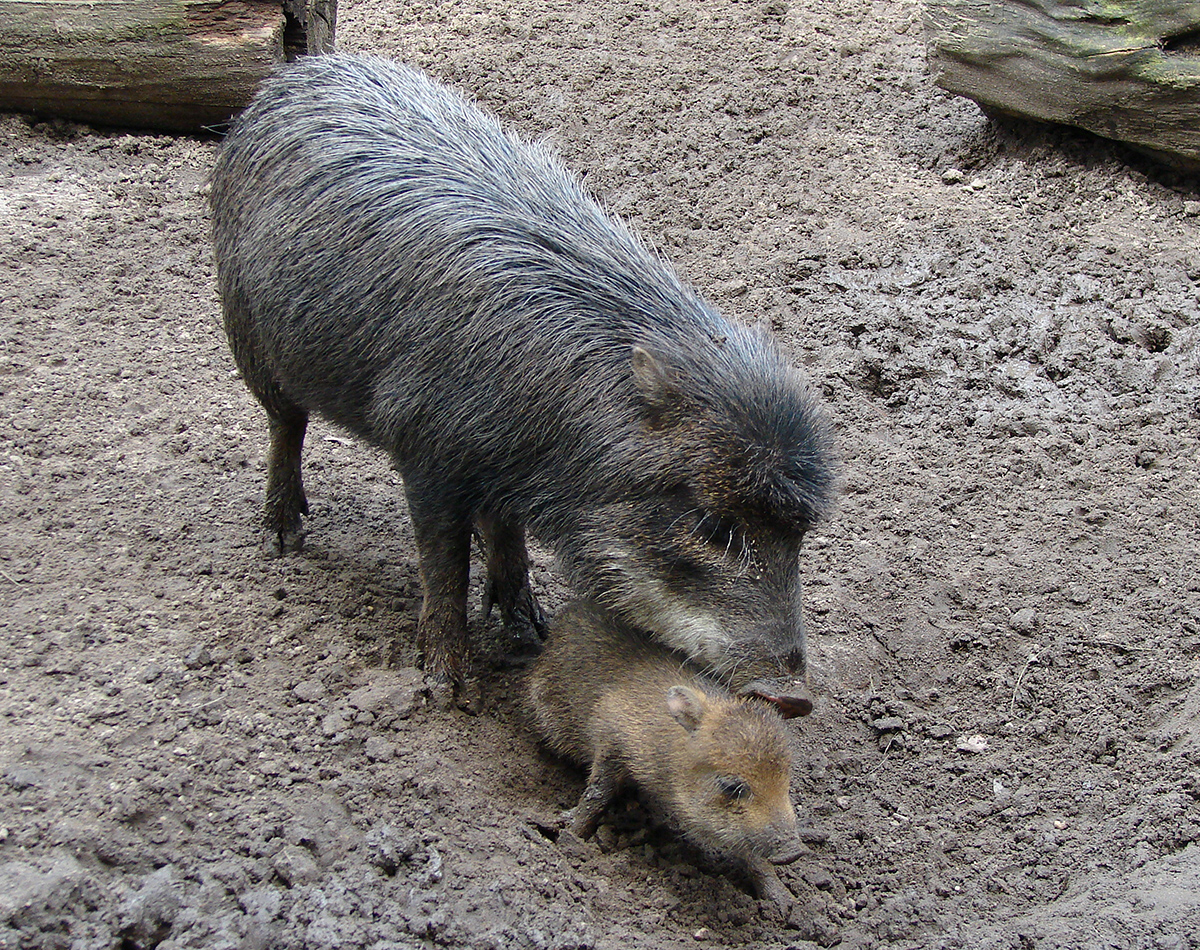
البقري البيكاري) أبيض الشفاه

1. البقري المطوق (Pecari tajacu) أو «خنزير المسك»، مشيرةً إلى غدد الرائحة للحيوان، التي تتواجد من جنوب غرب الولايات المتحدة إلى داخل أمريكا الجنوبية وجزيرة ترينيداد. ويتواجدون في كل أنواع البيئات، من أراضي الأشجار القمئية القاحلة، إلى الغابات المطيرة الرطبة. والبيكاري المطوق متكيف جيدًا مع البيئات التي يزعجها البشر، متطلبةً فقط غطاء كافيًا؛ يمكن أن يتواجدوا في المدن والأراضي الزراعية عبر نطاقهم. وأعداد جديرة بالذكر تتواجد في ضواحي فينيكس وتوسان، أريزونا، حيث تنغذى على نباتات الزينة والخضر الأخرى المزروعة.[14][15] وعادةً ما تتواجد حيوانات البيكاري المطوق في مجموعاتٍ من ثمانية إلى 15 حيوانًا من مختلف الأعمار. وسيدافعون عن أنفسهم إذا ما شعروا بالتهديد، ولكن بخلاف ذلك يميلون إلى تجاهل البشر. ويدافعون عن أنفسهم باستخدام أنيابهم الطويلة، التي تشخذ نفسها مع انفتاح وانغلاق الفم.
2. بقري أبيض الشفاه (Tayassu pecari)، الذي يتواجد في الغابات المطيرة لأمريكا الوسطى والجنوبية.
3. البقري الچاكواني (C. wagneri) أوالبيكاري التشاكواني (Catagonus wagneri)، هو أقرب قريب حي لـPlatygonus pearcei المنقرض. ويتواجد في مناطق الشجيرات الجافة أو شاكو في الباراغواي، بوليفيا والأرجنتين. ولدى البيكاري التشاكواني ميزة غير اعتيادية بكونه مشروحًا أولاً بناءً على مستحاثة وكان في بادئ الأمر معتقد أنه من الأنواع المنقرضة. في 1975، تم اكتشاف أن الحيوان مازال حيًا وبحالة جيدة في منطقة شاكو في الباراغواي. وكانت الحيوانات معروفة جيدًا للسكان الأصليين. البقري (البيكاري) التشاكواني

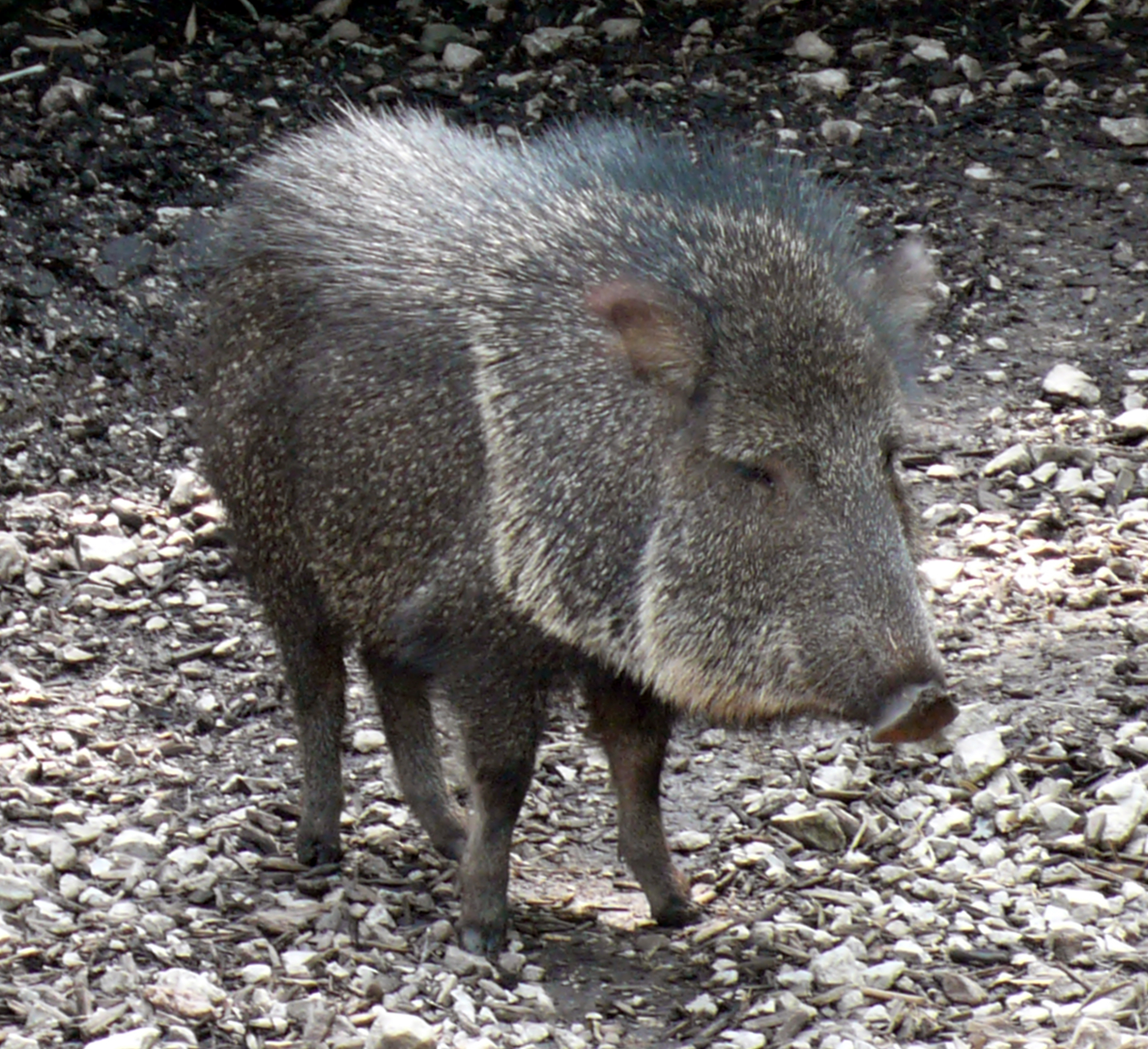
البقري (البيكاري) التشاكواني

4. البقري العملاق (Pecari maximus) المشروح فقط مؤخرًا من الأمازون البرازيلي على يد الأحيائي الهولندي مارك فان روسمالين (Marc van Roosmalen). ومع أنه تم اكتشافه مؤخرًا علميًا، فقد كان معروفًا للشعب التوبي المحلي باسم Caitetu Munde، الذي يعني «البيكاري العظيم العائش في ثنائيات.» [16][17] من المعتقد أنه أكبر البيكاري منقرض، ويمكنه النمو ليصبح 1.2 متر (3.9 قدم) طولاً. وفروه رمادي غامق تمامًا، بلا أطواق نهائيًا. وعلى عكس حيوانات البيكاري الأخرى، فهو يعيش في ثنائيات، أو مع نسل واحد أو اثنين. مع ذلك، فالدليل العلمي لاعتباره نوعًا منفصلاً عن البيكاري المطوق تم الشك فيه لاحقًا.[18]

## التطور

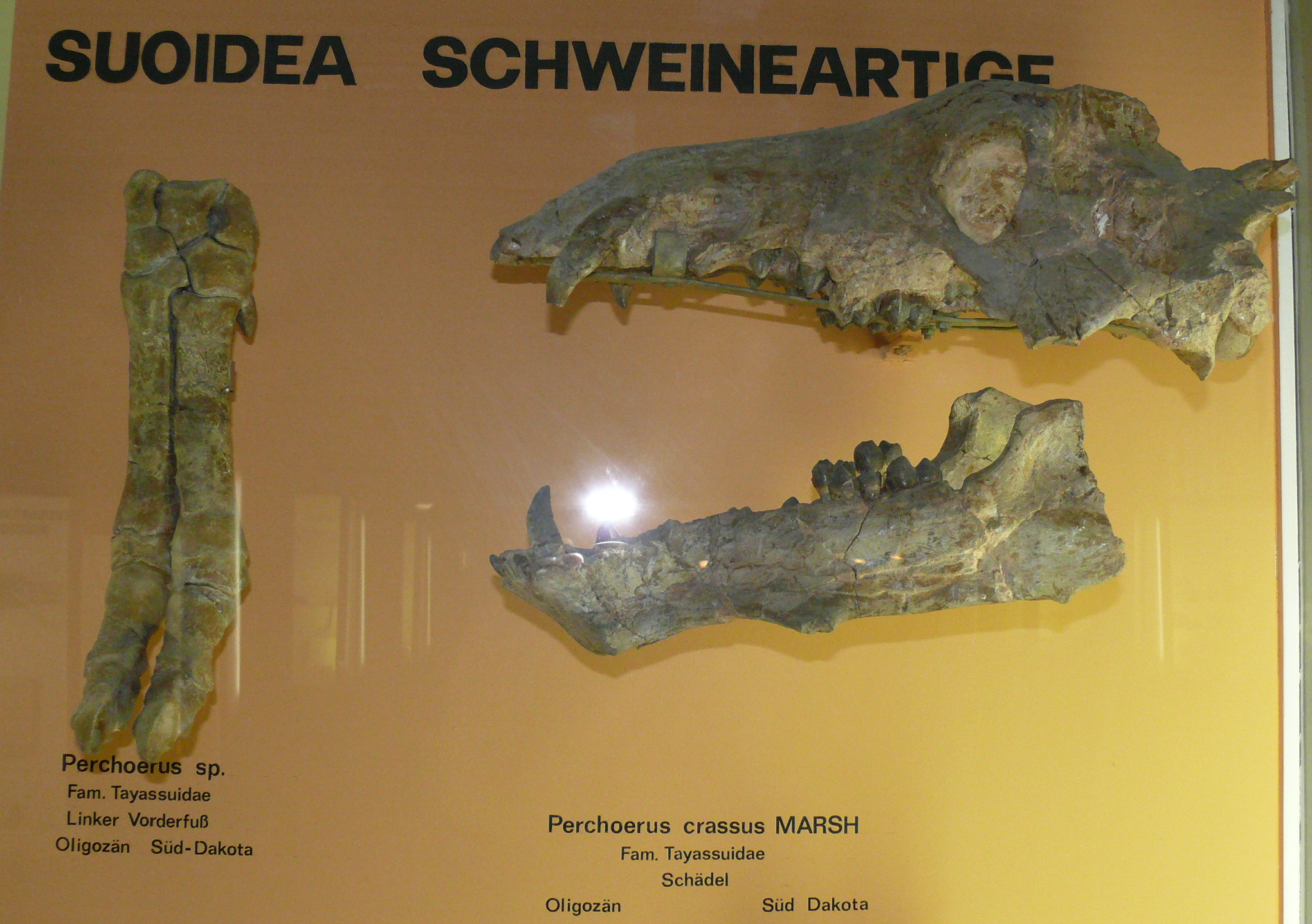
Perchoerusمستحاثات

ظهرت حيوانات البيكاري أول مرة في سجلات مستحاثات أواخر عصر الإيوسين أو أوائل الأوليجوسين في أوروبا. وتم لاحقًا العثور على مستحاثات في كل القارات باستثناء أستراليا وأنتاركتيكا. وقد انقرضت من العالم القديم في وقت ما بعد الفترة الميوسينية. Macrogenis كانت من الأمثلة على حيوانات البيكاري الفترة الميوسينية.
وبالرغم من شيوعها اليوم في أمريكا الجنوبية، فحيوانات البيكاري لم تصل لتلك القارة إلا منذ حوالي ثلاث ملايين سنة مضت خلال التبادل الأمريكي العظيم، عند تشكل برزخ بنما، رابطًا أمريكا الشمالية وأمريكا الجنوبية. في ذلك الوقت، دخلت العديد من حيوانات أمريكا الشمالية—منها البيكاري، واللاما والتابيرات—إلى أمريكا الجنوبية، بينما بعض أنواع أمريكا الجنوبية، مثل كسلان الأرض، هاجرت شمالاً.

## اقرأ كذلك
- قائمة مزدوجات الأصابع حسب العدد